# Erioptera xanthoptera
Erioptera xanthoptera är en tvåvingeart som beskrevs av Alexander 1924. Erioptera xanthoptera ingår i släktet Erioptera och familjen småharkrankar. Inga underarter finns listade i Catalogue of Life.